# Salix turanica
Salix turanica är en videväxtart som beskrevs av Nasarow. Salix turanica ingår i släktet viden, och familjen videväxter. Inga underarter finns listade i Catalogue of Life.